# Nys (Adelsgeschlecht)

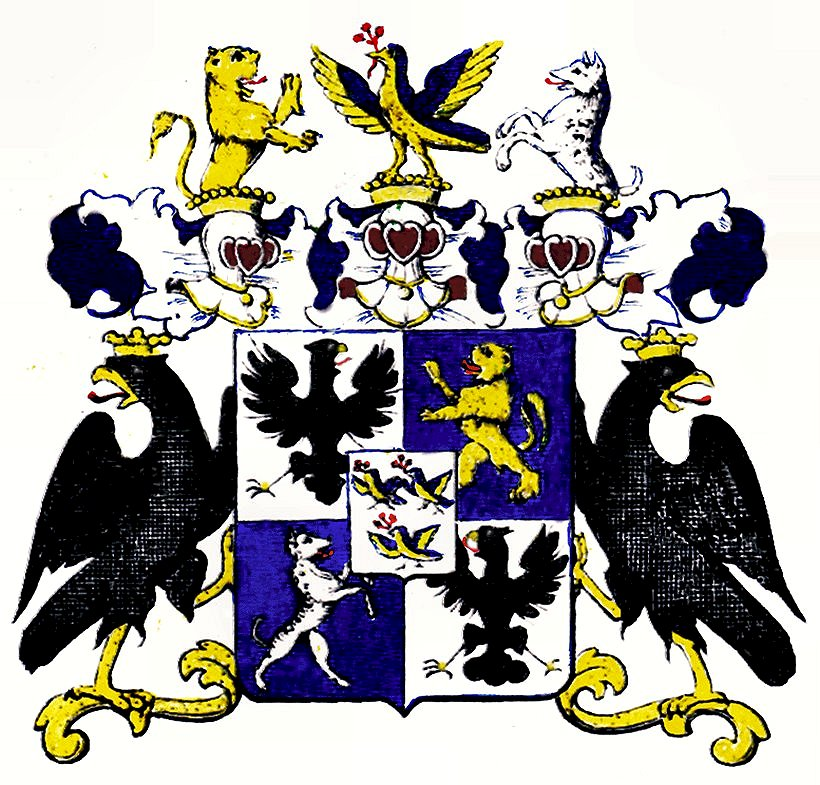
Wappen der Reichsgrafen von Nys 1790

Die Grafen von Nys (auch Nyss, Nyß) sind ein altes, aus den ehemals Spanischen Niederlanden nach Bayern eingewandertes und 1762 in den Reichsgrafenstand erhobenes Adelsgeschlecht.

## Geschichte
Das Geschlecht kam vor 1650 aus Spanien nach Flandern. Jean Baptist Nys in Antwerpen erwarb den spanisch-niederländischen Adel am 2. September 1671 zu Madrid.
Ein Abkömmling dieser flandrischen Adelsfamilie, Ludwig de Nys, trat zu Anfang des 18. Jahrhunderts in bayerische militärische Dienste und erwarb sich im Rang eines kurbayerischen Generals Ansehen. Der Offizier, vom 1. August 1743 bis 6. Juli 1747 Kommandant des Kürassierregiments Louis Marquis de Beauveau de Croan (1848: Königlich Bayerisches 2. Chevaulegers-Regiment „Taxis“), rettete 1743 in der unglücklich verlaufenen Schlacht von Braunau im Österreichischen Erbfolgekrieg die bayerische Kavallerie, auch zeichnete er sich sodann als Kommandierender der bayerischen Hilfstruppen in Holland aus. Er war Inhaber des Bayerischen Infanterieregiments Monleon. (21. August 1746) Maurus Joseph Maria und sein Bruder Ludwig Maria von Nys, dessen Söhne aus der Ehe mit der Freiin von Rehlingen, wurden von Kurfürst Max III. Joseph am 13. August 1762 als kurbayerischer Kämmerer in den Grafenstand erhoben.

## Persönlichkeiten
- Ludwig Maria Graf von Nys (Nyss) († 16. Januar 1792 in Straubing) war Regierungsrat, seit 1745 Stadtpfarrer, Kanonikus, des dortigen kurfürstlichen Kollegialrats, Dechant und Senior von Straubing (1751), Fürstlich Regensburgscher Geheim- und Konsistorialrat, seit 1779 Stiftsdekan.[4] Er verfasste auch einige religiöse und historisch-religiöse Werke.

- Maurus Joseph Maria Graf von Nys (Nyss) Herr auf Mausham, Eitting und Isarau († 8. September 1808), war kurfürstlicher Kämmerer, General der Kavallerie,[5] und Oberstinhaber des Chevauxlegerregiments Nr. 4. Eine Bestätigung des Grafenstandes von Reichsvikariat und Erhebung zum Reichsgrafen erfolgte für ihn und alle seine leiblichen Nachfahren beiderlei Geschlechts durch Kurfürst Karl Theodor von der Pfalz und Bayern am 1. Oktober 1790 mit dem Namen Reichsgraf von Nys zu Isarau. Der mit einer Gräfin de Lamboy verheiratete wurde unter anderem auch mit der Würde eines Wirklichen Herren-Ritters des Erzengels Michael geehrt.[6][7]

- Clemens Reichsgraf von Nys (Nyß) (* 1769; † 18. November 1808), Sohn des obigen, war kurfürstlicher Kämmerer und Wirklicher Regierungsrat in Landshut (auch 1800), Hofcavalier des Herzogs Wilhelm in Bayern (1802), Ritter des Ordens vom Heiligen Michael,[8] sodann Hofgerichtsrat zu München (1805) und mit Maria Walpurga (* 10. Oktober 1767; † 1801), Tochter des Maximilian Joseph, Grafen von Lamberg-Kunstadt, vermählt (10. November 1791).[9][10][11][12]

- Franziska Reichsgräfin von Nyß (1834–1896), eine Urenkelin des Generals Maurus von Nys, verheiratete Freifrau von Reitzenstein, war eine deutsche Romanschriftstellerin, die unter dem Pseudonym Franz von Nemmersdorf schrieb.

Dieser Zweig der Familie ist im Mannesstamm erloschen.

## Wappen
Quadrierter Schild mit Mittelschild. Im silbernen Mittelschild drei (2 und 1) rechtsgekehrte Eisvögel, mit blauem Rücken und goldenem Unterleibe, von welchen jeder einen Ast mit roten, wilden Heidelbeerblättern im Schnabel hält. 1 und 4 in Silber ein einwärtssehender, golden bewehrter schwarzer Adler; 2 in Blau ein rechtsgekehrter, goldener Löwe, und drei ebenfalls in Blau ein nach der Linken aufspringender, weißer, schwarz getigerter Windhund. Auf dem Schilde stehen drei mit gräflichen Kronen gekrönte Helme. Der rechte trägt wachsend und einwärtssehenden Löwen des zweiten Feldes; der mittlere einen der Vögel des Mittelschildes mit dem Zweige im vergrößerten Maßstabe und zum Fluge geschickt, und der linke den Windhund des dritten Feldes wachsend und einwärts sehend. Die Helmdecken sind blau und silbern und den Schild halten zwei gekrönte, zum Flug geschickte, auswärtssehende, schwarze Adler mit goldenen Waffen.